# Evangelie van Thomas (Nag Hammadi)

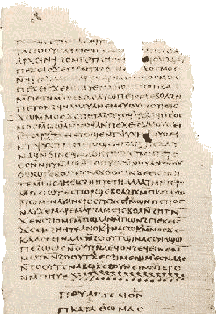
Laatste pagina Koptische manuscript Thomasevangelie (Nag Hammadigeschriften).

Het evangelie van Thomas, kortweg aangeduid als Thomas, is een van de apocriefe evangeliën. In de Proloog wordt gesteld dat het door Judas Thomas geschreven zou zijn, met wie de apostel Tomas bedoeld wordt.
Het Thomas-evangelie werd in 1945 door twee boeren bij Nag Hammadi gevonden in een kruik, tezamen met een aantal andere koptische geschriften, de meeste met een gnostische inslag. Het Evangelie van Thomas bestaat uit een 114-tal in betekenis samenhangende uitspraken van Jezus, zogeheten logia (enkelvoud: logion) en heeft geen doorlopend verhaal zoals de canonieke evangeliën.
Het teruggevonden manuscript zelf is gedateerd in de 4e eeuw en is waarschijnlijk een vertaling van een Griekse tekst. Drie Griekse tekstfragmenten maakten deel uit van de vondst van de Oxyrhynchus papyri eind negentiende eeuw. Publicaties van die papyri dateren al van 1897 en 1904, maar het werd pas na de vondst van de Nag Hammadigeschriften in 1945 duidelijk, dat het hier om fragmenten van het Griekse Evangelie van Thomas ging. Die fragmenten dateren uit de periode eind tweede tot eind derde eeuw.

## Ontstaan en datering

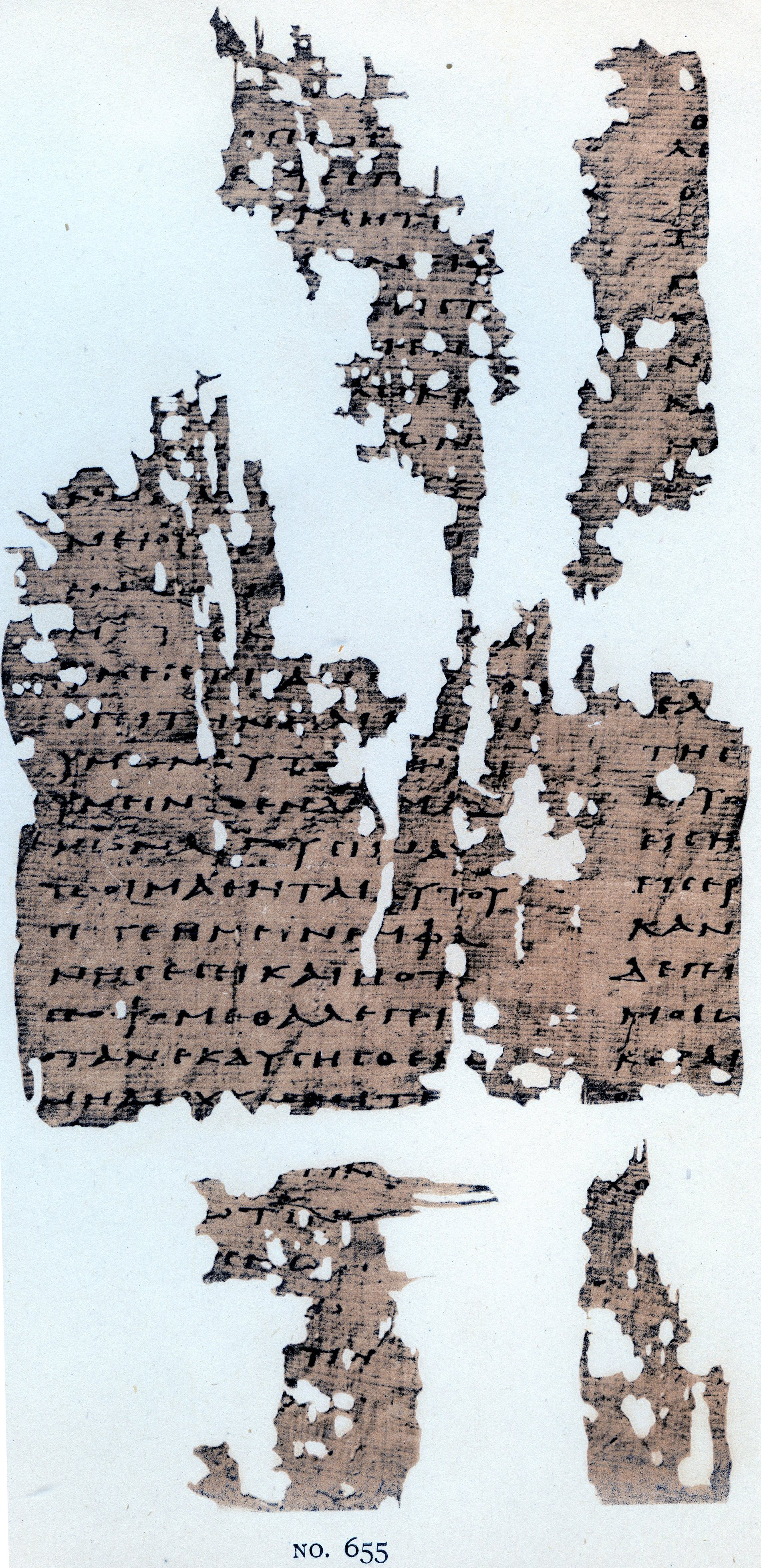
P. Oxy. 655

Over de datering van Thomas was niet direct consensus onder onderzoekers. Vanouds beweerde men aan de ene kant, vooral in het Duitse onderzoek onder invloed van de theoloog Wolfgang Schrage (1928-2017) dat Thomas zou zijn overgeschreven uit de Nieuwtestamentische evangeliën. Aan de andere kant van deze discussie, vooral in de Angelsaksische wereld, onder invloed van James M. Robinson (1924-2016) en Helmut Koester (1926-2016), denkt men dat Thomas een onafhankelijke of zelfs een oudere traditie is, los van de Nieuwtestamentische evangeliën. Tegenwoordig nemen de meeste onderzoekers een tussenpositie in.
De teruggevonden Koptische tekst van Thomas dateert uit de vierde eeuw. Het is zeer onwaarschijnlijk dat dit een nauwkeurige vertaling van de complete en ongewijzigde Griekse versie is. Omdat er te weinig handschriften voorhanden zijn, is het niet mogelijk een tekstkritische reconstructie te maken van de oorspronkelijke tekst van het Evangelie van Thomas.
Het is weliswaar mogelijk om Thomas in de huidige vorm tussen 50 en 200 n.Chr. te dateren, maar er is vrij algemene overeenstemming dat de Griekse tekst die ten grondslag ligt aan de Koptische vertaling tegen het midden van de 2e eeuw n.Chr. ontstaan is in Syrië (Edessa).  Datering van Thomas hangt sterk samen met de discussie over de mate waarin Thomas (on)afhankelijk is van de geschriften in het Nieuwe Testament. Dat onderzoekt men door een grondige vergelijking van Thomas met de canonieke evangeliën, de hypothetische bron Q en de brieven van Paulus. Op grond van het feit dat er doublures in Thomas voorkomen, veronderstelt men dat Thomas in de huidige vorm is samengesteld uit verschillende tradities. Dit zou de nogal chaotische compositie van Thomas kunnen verklaren. Onder experts bestaat consensus dat de vraag naar onafhankelijkheid voor elk logion apart onderzocht moet worden. Er lijkt bovendien een consensus te groeien dat een aantal logia inderdaad uit een onafhankelijke overlevering stammen.
Hieronder volgen de opvattingen van drie experts om een indruk te geven van de verschillende standpunten.
- Helmut Koester (Harvard Divinity School) dateert Thomas tegen het einde van de 1e eeuw n.Chr. en argumenteert dat Thomas een collectie spreuken heeft opgenomen die rond het jaar 50 n.Chr., onafhankelijk van de geschriften in het Nieuwe Testament en Q, is ontstaan.[5]
- April D. DeConick (Rice University), die onder andere bekend staat om haar onderzoek naar het eveneens gnostische geschrift het Evangelie van Judas en haar boek The Thirteenth Apostle: Revised Edition: What the Gospel of Judas Really Says, dateert Thomas als geheel rond 120 n.Chr. en meent dat de vroegste vorm van dit evangelie (Kernel Thomas) is ontstaan in de eerste gemeente te Jeruzalem in de periode 30-50 n.Chr. Deze kern groeide en veranderde in de loop van de tijd door herhaaldelijke mondelinge opvoering.[6]
- Uwe-Karsten Plisch (Humboldtuniversiteit) meent dat het onmogelijk is veel preciezer dan uiterlijk 200 n.Chr. te dateren. Hij stelt voor om het ontstaan van Thomas te zien als de compilatie van een doos vol ostraca met logia die uit commentaren op logia van Jezus (vergelijk het werk van Papias) en homilieën zijn verzameld. Thomas heeft ten opzichte van de synoptische traditie een deels oudere, deels jongere traditie bewaard die deels onafhankelijk is. Dat moet per logion bekeken worden.[7]

In zijn boek Het Evangelie van Thomas doet Gilles Quispel, kenner van de gnostiek en ontdekker van Thomas, een poging om uit de teruggevonden Thomas de 'oorspronkelijke woorden van Jezus' te destilleren. Het is zeker mogelijk dat een enkele spreuk uit Thomas iets van Jezus' woorden weerspiegelt, maar een reconstructie op basis van Thomas blijft uitermate speculatief.

## Thomas en Q
Het Evangelie van Thomas is als verzameling uitspraken van Jezus vergelijkbaar met Q. Q is het materiaal dat Matteüs en Lucas gemeenschappelijk hebben en niet in Marcus staat. Volgens de breed aanvaarde Q-hypothese baseren Matteüs en Lucas hun evangelie mede op dezelfde verzameling(en) losse uitspraken (Q), die moet(en) hebben gecirculeerd onder de volgelingen van Jezus. Toen Thomas gevonden en gepubliceerd was, zag men er een bevestiging in van de Q-hypothese. Thomas zou, als verzameling losse uitspraken, dezelfde vorm vertonen als Q. Ongeveer 30 procent van de spreuken in Thomas staan ook in de veronderstelde Q.
Over de literaire relatie tussen Thomas en Q verschillen de meningen. Wie veronderstelt dat Thomas dateert van vóór de Nieuwtestamentische evangeliën, meent gewoonlijk dat Thomas onafhankelijk is van Q. Thomas en Q zouden dan twee regionaal gescheiden tradities van Jezus-volgelingen vertegenwoordigen. Anderen menen dat Q en Thomas uit dezelfde poule van mondeling overgeleverde spreuken putten.

## Theologisch profiel van het Evangelie van Thomas
Enkele karakteristieke kenmerken van de theologie van Thomas zijn:
- Thomas verwerpt luisteren naar leiders, die vertellen hoe en waar de hemel zou zijn (logion 3).
- Thomas verwerpt vasten, bidden en het geven van aalmoezen (logion 6, 14, 104) en vergelijkt dat met liegen, dingen doen die je haat, en zonden begaan.
- Thomas ontkent het aardse leven van Jezus weliswaar niet (bijvoorbeeld logion 55), maar heeft er geen interesse voor. Dit geldt ook voor de Joodse context van Jezus. Het evangelie verwerpt oudtestamentische profetie (logion 52).
- In plaats van de gebruikelijke nieuwtestamentische titels voor Jezus (namelijk Christus, Zoon van God, Mensenzoon), die geheel ontbreken, gebruikt Thomas voor Jezus de aanduidingen Levende (logion 1, 52, 59), Zoon van de Levende (37), Zoon (44), Licht en het Al (77). Ook zegt Thomas dat Jezus niet te bevatten is (13).
- Thomas gebruikt de volgende termen om het heil te omschrijven: leven, kennis, waarheid, rust en koninkrijk. Net als in de synoptische evangeliën is het koninkrijk een belangrijk thema, maar Thomas gebruikt in 8 van de 24 keer "koninkrijk van de vader", en 3 keer "koninkrijk van de hemelen".
- Thomas lijkt exclusivistisch: alleen de uitverkoren "eenlingen" zullen het koninkrijk vinden (logion 23, 49).
- Thomas propageert verwerping van de wereld, die zich uit in kritiek op rijkdom (o.a. logion 64), seksuele onthouding (87, 112) en opheffing van de sekseverschillen (22).

Jezus figureert in Thomas dus als de openbaarder die zijn leerlingen op het pad naar kennis, waarheid en leven brengt. Voor de leerlingen betekent dit een leven in onthechting van de wereldse verbanden. Ten opzichte van de synoptische evangeliën geeft Thomas niet een apocalyptische maar een vergeestelijkte, introspectieve invulling van de leer van Jezus.
Omdat het Evangelie naar Thomas uit de Nag Hammadi-collectie bedoeld was voor gebruik in een gnostische omgeving, werd het Thomas-evangelie lange tijd als een gnostisch geschrift gezien. In Thomas ontbreekt echter een typisch gnostische mythologie. En zeker zijn niet alle logia typisch gnostisch. Daarom verwerpt men tegenwoordig het label "gnostisch" voor Thomas of geeft men een bredere definitie van gnosis, zodat Thomas hier wel onder valt. Deze discussie past in het bredere debat over wat gnosis eigenlijk is.

## Thomas en het koninkrijk

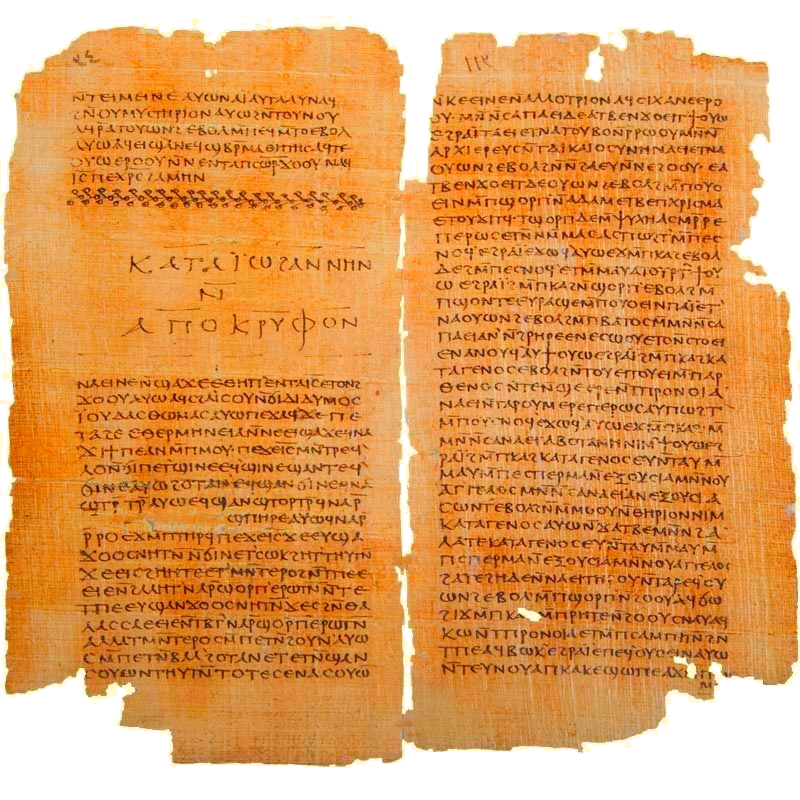
Nag Hammadi Codex II

In de synoptische evangeliën Matteüs, Marcus en Lucas vindt men veelvuldig de verwachting dat de eindtijd nabij is. Jezus zal spoedig terugkeren en dan 'het koninkrijk' vestigen, het heilsrijk, waarbij dan de gelovigen en de ongelovigen definitief van elkaar gescheiden zullen worden, de ongelovigen ten verderve. In Marcus 9 zegt Jezus bijvoorbeeld: "Ik verzeker jullie: sommigen die hier aanwezig zijn zullen niet sterven voordat ze de komst van het koninkrijk van God in al zijn kracht hebben meegemaakt."
Maar die verwachting komt, letterlijk gezien, niet uit. Het evangelie volgens Johannes plaatst het koninkrijk in de hemel, na de dood en alleen voor de gelovigen. In Lucas 17:20-21 krijgt deze eindtijdverwachting een andere vorm. De eindtijd is er al, maar men neemt het niet waar: "De komst van het koninkrijk van God laat zich niet aanwijzen, en men kan niet zeggen: “Kijk, hier is het!” of: “Daar is het!” Maar weet wel: het koninkrijk van God ligt binnen uw bereik."
Het Thomas-evangelie staat dicht bij de opvatting van Lucas en benadrukt de spirituele dimensie van 'het koninkrijk'. In logion 113 van het Thomas-evangelie stelt Jezus dat het koninkrijk niet in de toekomst ligt, en ook niet in de hemel, maar 'uitgespreid is over de aarde, maar de mensen zien het niet'. De gnostische uitleg daarvan is, dat de boodschap van de Jezus van het Thomas-evangelie niet zozeer over geloof, maar over een innerlijke ervaring gaat. Thomas 113:
Zijn leerlingen zeiden tot hem:
Wanneer zal het koninkrijk komen?
Jezus zei:
Het koninkrijk komt niet door het te verwachten.
Je kunt niet zeggen: ‘Het is hier’, of ‘Het is daar’.
Nee, het koninkrijk is uitgespreid over de aarde
maar de mensen zien het niet.
Ook in andere logia wordt de aanwezigheid van het koninkrijk in het hier en nu benadrukt. In Thomas 51 zegt Jezus daarover:
Wat je nog verwacht is al gekomen,
maar je herkent het niet.

## Thomas-evangelie en vrouwen
In het Thomas-evangelie worden enkele vrouwen genoemd die ook in de evangeliën uit het Nieuwe Testament voorkomen. In het Thomas-evangelie worden de meeste vragen gesteld door 'de leerlingen' die verder niet bij naam genoemd worden. Het Thomas-evangelie kent twee logia waarin een bij haar naam genoemde vrouw een vraag aan Jezus stelt, Maria Magdalena in Thomas 21 en Salomé in Thomas 61. In de laatste logion (114) vraagt Petrus aan Jezus om Maria Magdalena weg te sturen. Maar Jezus wijst hem terecht en zegt dat hij haar een gelijkwaardige positie zal geven als die van mannen:
Simon Petrus zei tot hem:
Stuur Maria van ons weg, want vrouwen zijn het leven niet waard.
Jezus zei:
Zie, ik zal mij met haar verbinden en haar tot mens maken,
opdat ook zij een levende geest worde, net als jullie mannen.
Want ook iedere vrouw die mens wordt zal het koninkrijk der hemelen binnengaan.

## Verwijzingen naar het Thomas-evangelie
Er zijn ruim veertig vermeldingen van het evangelie in de literatuur van de oudheid en de middeleeuwen. De eerste vermelding van het Thomas-evangelie, vergezeld van een citaat eruit, is van Hippolytus van Rome (170-235). Ook Origenes maakt gewag van een evangelietekst van Thomas, maar het is onduidelijk of het hier om hetzelfde geschrift gaat. Verwijzingen naar het evangelie worden verder aangetroffen bij onder meer Eusebius van Caesarea, Augustinus van Hippo, Cyrillus van Jeruzalem, Hiëronymus van Stridon, Ambrosius van Milaan, Philippus van Side, Beda en Photius I. Vaak is dat in combinatie met het benoemen van andere evangeliën die alle niet authentiek zouden zijn.
Het evangelie wordt ook in het Decretum Gelasianum van de vijfde eeuw genoemd als een ketters werk en nog een keer expliciet verworpen in de handelingen van het Tweede Concilie van Nicea in 787. De laatst bekende vermeldingen zijn van Thomas van Aquino (geschreven rond 1270), Nikephoros Kallistos (geschreven begin veertiende eeuw) en in een manuscript van de Samaritaanse kroniek II uit 1616. Het is duidelijk dat een overgrote meerderheid van de auteurs van deze vermeldingen zelf geen kennis had van het evangelie van Thomas maar zich baseerde op wat de vroegste auteurs geschreven hadden.
Het evangelie was - ook in de koptische versie - bekend in het manicheïsme. Er zijn ruim zeventig uitspraken in de manichese literatuur gevonden die parallellen zijn met logia in het evangelie. Zes daarvan zijn vrijwel letterlijk identiek met de tekst van een logion. Vanaf de vierde eeuw wordt het evangelie van Thomas in de literatuur van het orthodoxe christendom dan ook in toenemende mate geassocieerd met het manicheïsme.

## Eerste vertalingen
De Fransman Jean Doresse was de eerste Europese onderzoeker die iets meldde over de vondst van de Nag Hammadigeschriften. Doresse had van een deel van het materiaal foto's weten te maken. Hij was ook de eerste die tot de conclusie kwam dat een evangelie van Thomas tot de manuscripten behoorde. In een later stadium zou Doresse in de concurrentiestrijd om tot de eersten te behoren die over de teksten kon publiceren door zijn collega's buitenspel gezet worden. In 1951 waren twaalf van de dertien gevonden codices in het bezit gekomen van het Koptisch museum in Caïro. In 1952 verkocht een handelaar door bemiddeling van Gilles Quispel de laatste codex nog niet in het bezit van het museum aan het Jung-Instituut. Deze codex wordt dan ook wel de Jung-codex genoemd.
In 1956 werd tijdens een bijeenkomst in Caïro afgesproken dat de Jung-codex na de wetenschappelijke vertaling in bezit zou komen van Egypte en een internationaal comité van experts alle Nag Hammadigeschriften zou publiceren die door Brill zouden worden uitgegeven. Alleen leden van het comité zouden toegang hebben tot de manuscripten. Quispel kon vertrekken met fotokopieën van de volledige tekst van het evangelie van Thomas.
Pahor Labib, de directeur van het Koptisch museum, hield zich echter niet aan een van de afspraken en publiceerde kort daarna een fotografische editie met onder meer het evangelie van Thomas. Die teksten waren vanaf dat moment voor iedereen toegankelijk. Duitse onderzoekers waren tot dat moment geheel niet betrokken geweest bij de ontwikkelingen. Die grepen nu hun kans. In Duitsland verschenen al snel wat Quispel ‘piratenedities’ noemde. De Duitse theoloog Johannes Leipoldt was de eerste Europese onderzoeker die in 1958 een volledige vertaling van het Evangelie van Thomas publiceerde. De eerste vertaling van Quispel verscheen in 1959.